# Преследование советских протестантов в эпоху «застоя»

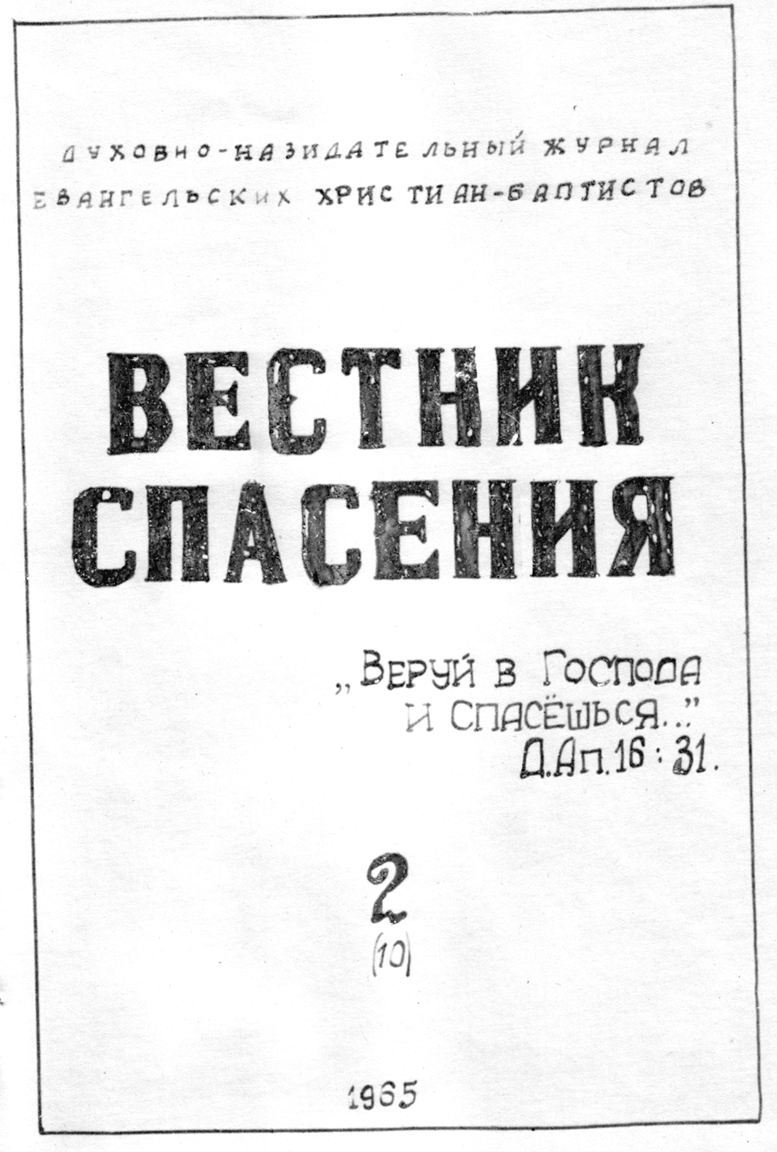
Обложка журнала «Вестник спасения», 1965 год. Первые номера изготавливались рукописным способом и печатались на гектографе. В церквях номера журнала нередко переписывались от руки. Журнал выходит до настоящего времени под названием «Вестник истины»

Статья описывает «карательную часть» антирелигиозной политики Советского государства в отношении христиан-протестантов со времени окончания хрущёвской антирелигиозной кампании до 1989 года включительно.

## Временные рамки
Временной промежуток, охваченный данной статьей, обусловлен объективными обстоятельствами. 1964 год считается началом эпохи застоя, поскольку именно в этом году вместо Никиты Хрущёва к власти в СССР пришёл Леонид Брежнев. Одновременно хрущёвская антирелигиозная кампания резко пошла на спад.
В конце 1989 годов в СССР произошли коренные изменения, повлекшие распад Советского Союза. В числе прочего радикальные преобразования произошли и в области религиозной политики.

## Исторический контекст и причины

### Противоречия в религиозной политике
Многие граждане СССР, включая и руководителей страны, верили в наступление коммунизма в обозримом будущем. Идеологическая составляющая «эпохи коммунизма» включала обязательное преодоление «религиозных пережитков». Необходимость искоренения религии обсуждалась на многочисленных партийных конференциях, совещаниях и активах, однако религиозная вера людей, по выражению Льва Митрохина, «слишком серьёзная и своенравная вещь», чтобы планово «изживаться» даже в условиях агрессивной пропаганды.
Тем временем положение в стране менялась и широко практиковавшееся во время хрущёвской антирелигиозной кампании снижение числа зарегистрированных общин путём административного нажима и нарушения законности всё чаще вызывало массовые открытые выступления верующих (таких, как, например, акция протеста евангельских христиан-баптистов у здания ЦК КПСС в 1966 году), а наиболее вопиющие случаи попадали на страницы западной печати и отечественного диссидентского самиздата. Среди верующих росло недоверие к государству и антисоветские настроения.
Возникла парадоксальная ситуация: с одной партийное руководство требовало от местных властей успехов в «изживании» религии, а с другой (во всяком случае, официально) — соблюдения законности и прав граждан. В целом религиозная политика государства было скорректирована в сторону смягчения. Однако нарушения в предшествующий период привели к необратимым последствиям: в стране усилилось религиозное подполье, появилось движение верующих в защиту своих прав и против произвола государства.
Ситуация усугублялась тем, что в послевоенный период СССР присоединился к ряду международных соглашений в области обеспечения прав человека, включая права на свободу вероисповедания, а в 1970-1980-х годах в стране стали больше прислушиваться к мнению мировой общественности. Сохраняя прежний антирелигиозный вектор во внутренней политике, руководство страны было вынуждено официально заявлять об отсутствии притеснений верующих. Такое вынужденное раздвоение порождало большое количество секретных инструкций и директив для чиновников СДР при официально не меняющемся законодательстве.

### Появление «раскольников»
Единственным легальным централизованным протестантским объединением в СССР к началу «эпохи застоя» был Всесоюзный совет евангельских христиан-баптистов (ВСЕХБ), объединявший не только церкви евангельских христиан-баптистов, но и часть церквей меннонитов, пятидесятников и некоторых других близких протестантских конфессий). Чтобы организация не лишилась легального статуса, её руководство было вынуждено «лавировать» между интересами верующих и интересами атеистического государства. Под нажимом властей руководство ВСЕХБ предписало пресвитерам общин на местах «сдерживать нездоровые миссионерские явления», свести к минимуму крещения молодёжи до 30 лет и принять другие ограничительные меры.
Вынужденное соглашательство руководства ВСЕХБ нередко вызывало возмущение части верующих и в конечном итоге привело к созданию в 1961 году «Инициативной группы» по созыву Всесоюзного съезда евангельских христиан-баптистов, а также возникновению большого количества нелегальных групп в других протестантских конфессиях, принципиально игнорировавших советское дискриминационное «законодательство о культах». «Инициативное движение» заявило о себе массовой отправкой писем и обращений в различные государственные органы, руководителям партии и правительства, в редакции СМИ. В среде баптистов размежевание между лояльными и несогласными верующими было закреплено организационно в 1965 году, когда несогласные создали нелегальный Совета церквей евангельских христиан-баптистов (СЦ ЕХБ), как альтернативу ВСЕХБ.
Сам председатель Совета по делам религиозных культов при Совете министров СССР Алексей Пузин использовал в отношении них термин «раскольники». С самого начала участники «раскольники» жёстко преследовались советской властью. В 1961—1963 годах только в РСФСР и УССР прошло 195 судебных процессов над евангельскими баптистами, присоединившимися к «инициативному движению». Схожие движения, но в меньших масштабах и хуже организованные, возникли в среде пятидесятников и адвентистов.

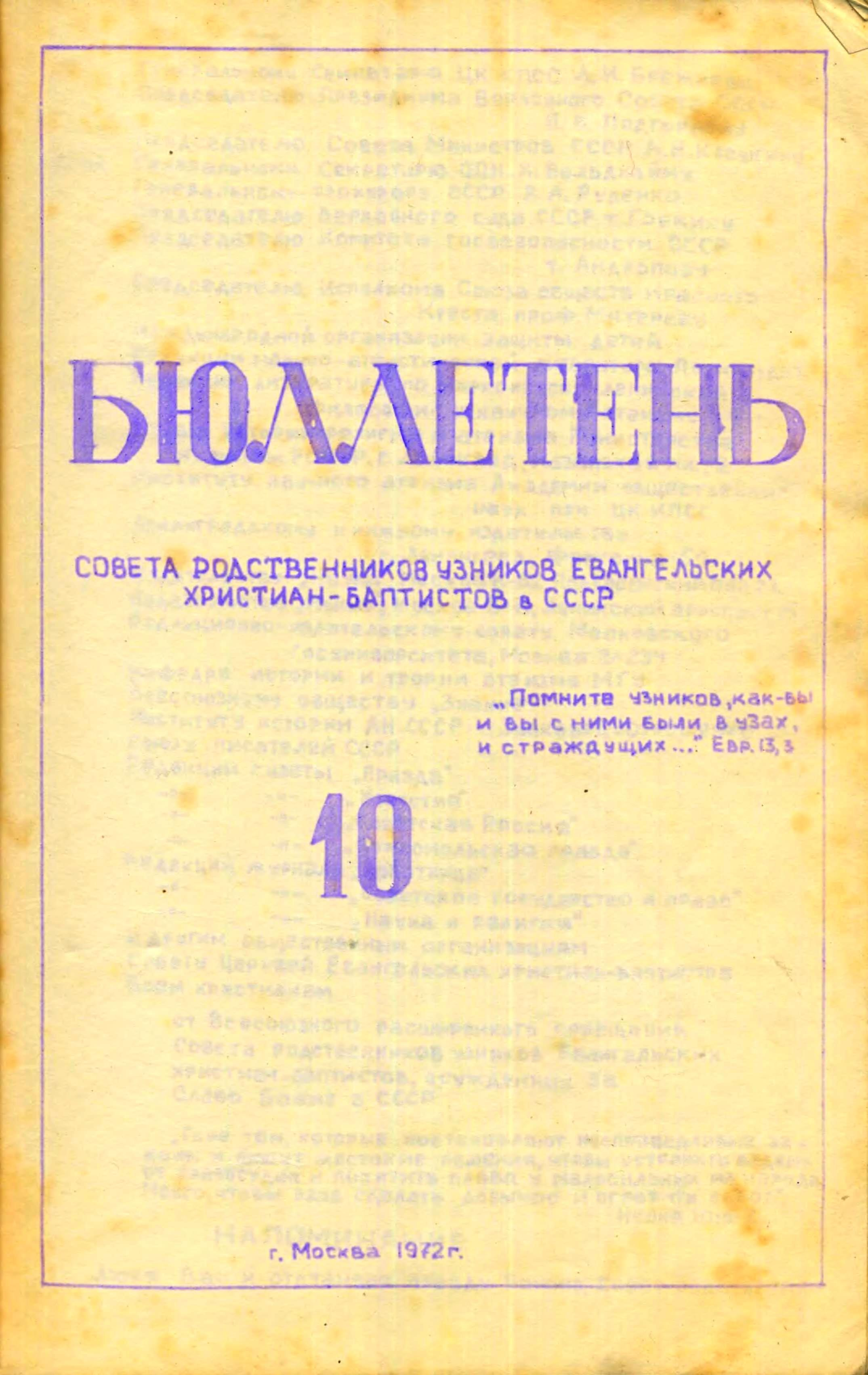
Обложка нелегального журнала «Бюллетень Совета родственников узников евангельских христиан-баптистов» (1972 год). Первые номера журнала изготавливались вручную. Бюллетень распространял свежую информацию о преследованиях верующих.

## Объекты
В первую очередь, объектами преследования со стороны государства и общества стали «раскольники»-нелегалы в своих деноминациях. Однако неверно считать, что ими преследования и ограничивались

## Методы

### Пропаганда
До Перестройки антирелигиозная пропаганда в стране велась постоянно, то обостряясь, то идя на спад, но не стихая совсем, однако не достигая накала времён хрущевской кампании. Власти пришли к выводу, что методы хрущёвской антирелигиозной кампании, возбуждавшие ненависть общества к верующим, становятся всё менее приемлемыми.

### Хулиганские действия
Официально власти не одобряли хулиганские действия, однако в реальной жизни нередко никак не реагировали на действия хулиганов в отношении верующих. Под воздействием пропаганды, выставлявшей верующих (особенно протестантов — «сектантов») врагами и отщепенцами, в обществе росла религиозная нетерпимость. Нередко это оборачивалось хулиганскими выходками. Например, в Абакане в ночь на 1 мая 1966 года трое хулиганов повесили на доме молитвы ЕХБ красный флаг с надписью «Вперед к победе коммунизма. С нами бог», изрубили лестницу и разбили окно. В Боровичах (Новгородской области) в сентябре-октябре 1966 года на молитвенный дом ЕХБ регулярно совершали набеги школьники. Они срывали богослужения и перебили стекла в окнах. Верующим пришлось многократно обращаться в различные инстанции, прежде чем набеги прекратились.

### Штрафы
В связи с многочисленными злоупотреблениями в период хрущёвской антирелигиозной кампании, руководство страны предприняло попытку смягчить систему наказаний верующих. Президиум Верховного Совета СССР издал указ от 18 марта 1966 года «Об административной ответственности за нарушения законодательства о культах», в Кодексе об административных правонарушениях РСФСР это закрепили в статье 193. В частности, административная ответственность в виде штрафа до 50 рублей была предусмотрена за уклонение руководителей религиозных объединений от регистрации объединения в органах власти; нарушение установленных законодательством правил организации и проведения религиозных собраний, шествий и других церемоний культа; организацию и проведение служителями культа и членами религиозных объединений специальных детских и юношеских собраний, а также трудовых, литературных и иных кружков и групп, не имеющих отношения к отправлению культа..
Более серьёзные правонарушения в это сфере по-прежнему наказывались в уголовном порядке. Введение административных наказаний наряду с уголовными было призвано смягчить преследование верующих, однако нередко оборачивалось многочисленными злоупотреблениями: наказывать стали мягче, но чаще. В качестве примера злоупотреблений можно привести штрафы за уклонения от регистрации общин, которым не разрешали зарегистрироваться.

### Административное преследование
С учётом многочисленных злоупотреблений в предшествующие годы, в 1966 году ряд более мягких правонарушений в религиозной сфере был внесён в Кодекс РСФСР об административных правонарушениях. В частности, к административным правонарушениям отнесли уклонение от госрегистрации объединений; нарушение правил проведения религиозны собраний, шествий и других церемоний; а также деятельность за рамками удовлетворения «культа» — проведение специальных детских и юношеских собраний, а также трудовых, литературных и иных кружков и групп. За эти действия был предусмотрен административный штраф в 50 рублей.
Вместо облегчения положения верующих, на практике введение административных наказаний вело к произволу и многочисленным нарушениям. Например, многочисленные штрафы за отказ от регистрации тогда, когда власти просто отказывались её предоставить.

### Разрушение домов молитвы
Популярная в годы хрущёвской антирелигиозной кампании практика сноса домов молитвы продолжилась и после окончания кампании. Так, судебные органы признали незаконной покупку баптистами-инициативниками дома молитвы с последующим оформлением его как частной собственности на двух верующих. Дом был снесён «в связи с новой застройкой» 17 марта 1966 года, верующие некоторое время собирались у его развалин. В 1970-х был разрушен без предупреждения дом молитвы баптистов в Тбилиси, верующие едва успели вынести вещи и скамейки. Баптисты с жалобами дошли до Москвы, после чего дом был восстановлен.

### Десоциализация
Препятствие к получению верующими высшего и среднего профессионального образования, занятию определенных должностей, увольнения.

### Лишение родительских прав
Дело Светланы Вардапетян

## Ответная реакция верующих

### Движение эмиграционщиков
Религиозная эмиграция из России и СССР
Сибирская семёрка

## Масштабы
Согласно статистике Совета родственников узников ЕХБ, за 30 лет преследований произведено 1500 арестов представителей МСЦ ЕХБ, на длительные сроки осуждено 1055 человек, общий срок осуждения составил около 5000 человеко-лет. Среди осуждённых - 149 женщин. Из женщин 9 отбыли по два срока наказания. Всех верующих, отбывших по два срока — 127 человек, по три срока — 32 человека, четыре срока — 16 человек, пять сроков — 6 человек, шесть сроков — двое (Н. Г. Батурин и П. В. Румачик). Осуждены 96 человек в возрасте старше 65 лет, 26 — старше 70, двое — старше 80.
Без выхода на свободу были осуждены повторно восемь человек (Н. Г. Батурин, М. И. Хорев, Н. Е. Бойко, Я. Г. Скорняков, Р. Д. Классен, П. В. Румачик, А. А. Каляшин, И. Г. Шидыч). В заключении находились инвалиды Н. П. Матюхина (без обеих ног), парализованная М. И. Белан и другие. Скончались в местах заключения 17 верующих, приняли мученическую смерть — более 30.

## Отношение общества
Советские СМИ замалчивали масштабы явления, сообщая лишь об отдельных инцидентах. Авторы антирелигиозных публикаций «по-научному» характеризовали преследуемых как «религиозных фанатиков» и «экстремистов».
Хотя со времён хрущёвской антирелигиозной кампании прессинг в отношении протестантов ослаб, отношение общества к ним не претерпело принципиальных изменений.
Ленинградский уполномоченный Совета по делам религиозных культов в 1965 году писал: «Среди рядовых, а часто и среди руководящих работников партийно-советского аппарата под воздействием печати или других факторов принято считать, что верующие русской православной церкви — это одно, терпимы ещё и другие исповедания, а вот сектанты — это какое-то уродство непонятное, и, несмотря на добросовестное отношение к труду, дисциплину, верующие сектанты в сравнении с другими верующими ставятся в разряд лиц, которые не заслуживают полноценного политического доверия».

## Известные жертвы
- Иван Моисеев
- Георгий Винс
- Лидия Винс
- Николай Храпов

## Комментарии
1. ↑  На одном из совещаний в 1972 году председатель СДР В. А. Куроедов говорил: «Закона о запрете посещения детей церкви не будет. Мы в силах сделать то путём воспитательной работы. ‹…› Обновление законодательства ничем не вызывается. Оно будет приведено в соответствие по каждой республике. Ожесточать (так!) закон не будем»[6].
2. ↑  В частности, во ВСЕХБ также входили некоторые общины христиан в духе апостолов (пятидесятников-единственников); свободных христиан-дарбистов из Закарпатья; близкого к пятидесятничеству Союза церквей Христовых, расположенного на Западной Украине и в Белоруссии[8].
3. ↑  Последний такой съезд проходил в 1926 году.
4. ↑  «Быть воинствующим атеистом — значит не просто не верить в бога и фантастические вымыслы религии или безразлично относиться к тому и другому, а неуклонно бороться с религиозной идеологией, быть непримиримым ко всем формам религии и идеализма. Это задача сегодня не менее актуальна для советской школы, для учителя географии, чем борьба с влиянием на детей церковников и сектантов»[17].